# Виртуальный ретинальный монитор

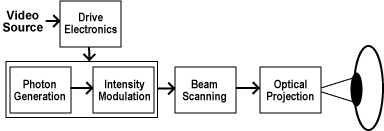

Виртуальный ретинальный монитор (Virtual retinal display, VRD; retinal scan display, RSD) — технология устройств вывода, проецирующая изображение непосредственно на сетчатку глаза. В результате пользователь видит изображение, «висящее» в воздухе перед ним.

## История
В предшественниках VRD изображение формировалось непосредственно перед глазом пользователя на маленьком «экране», обычно в виде больших очков. Неудобство этих систем было связано с малым углом обзора, большим весом устройств, необходимостью фокусировки глаза на определенной «глубине» и низкой яркостью.
Технология VRD стала возможной благодаря нескольким разработкам. В частности, это появление LED-систем высокой яркости, позволившие видеть изображение при дневном свете, и появление адаптивной оптики.
Первые образцы VRD были созданы в Университете Вашингтона (Лаборатория технологий интерфейса пользователя) в 1991 году. Большая часть подобных разработок была связана с системами виртуальной реальности.
Позже возник интерес к VRD как к устройству вывода для портативных устройств. Рассматривался такой вариант использования: пользователь помещает устройство перед собой, система обнаруживает глаз и проецирует на него изображение, используя методы компенсации движения. В таком виде небольшое VRD-устройство могло бы заменить полноразмерный монитор.

## Преимущества
Кроме указанных выше преимуществ, VRD, проецирующая изображение на один глаз, позволяет видеть одновременно компьютерное изображение и реальный объект, что может применяться для создания иллюзии «рентгеновского зрения» — отображения внутренних частей устройств и органов (при ремонте автомобиля, хирургии).
VRD, проецирующая изображение на оба глаза, позволяет создавать реалистичные трехмерные сцены. VRD поддерживает динамическую перефокусировку, что обеспечивает более высокий уровень реализма, чем у классических шлемов виртуальной реальности.
Система, примененная в мобильном телефоне или нетбуке, может существенно увеличить время работы устройства от батареи благодаря «целевой доставке» изображения непосредственно на сетчатку глаза.

## Безопасность
Считается, что VRD с использованием лазера и LED-элементов безопасны для человеческого глаза, поскольку они имеют низкую интенсивность, луч достаточно широк и не направлен на одну точку долгое время.
VRD-системы проходят сертификацию в American National Standards Institute и International Electrotechnical Commission.

## Использование

### Военное использование
Как и многие другие технологии, VRD первоначально был создан для военного использования.   В настоящее время VRD используется в Striker'е армии США. Командир Striker’а получает изображение от бортового компьютера с помощью ретинального монитора, закрепленного на шлеме. Это используется для более эффективного слежения за обстановкой на поле боя и получения тактической информации. Подобное устройство также используется пилотами новых моделей американских вертолетов.

### Медицинское использование
Система может использоваться в хирургии. Хирург проводит операцию, одновременно отслеживая показатели (пульс и тп.) здоровья пациента. Также VRD может помочь в хирургической навигации (surgical navigation) — врач во время операции сможет видеть наложенное томографическое изображение органа.